# دوغ بيرلمان
دوغ بيرلمان (بالإنجليزية: Doug Perlman) هو محامي أمريكي، ولد في 8 أكتوبر 1968.